# Elizabeth Haffenden
Elizabeth Haffenden (Croydon, 18 aprile 1906 – Londra, 29 maggio 1976) è stata una costumista britannica.

## Filmografia parziale
- La torre di Londra  (Colonel Blood), regia di W.P. Lipscomb (1934)
- La bella avventuriera (The Wicked Lady), regia di Leslie Arliss (1945)
- L'arciere del re (The Adventures of Quentin Durward), regia di Richard Thorpe (1955)
- Ben-Hur, regia di William Wyler (1959)
- I nomadi (The Sundowners), regia di Fred Zinnemann (1960)